# Ashoknagar
Ashoknagar är en stad i den indiska delstaten Madhya Pradesh, och är huvudort för ett distrikt med samma namn. Folkmängden uppgick till 81 828 invånare vid folkräkningen 2011.